# 萨梅
萨梅（法語：Samer，法語發音：[same]）是法国上法蘭西大區加来海峡省的一个市镇，属于滨海布洛涅区。

## 地名
该地名“Samer”发音为[same]，字母“r”不发音，《世界地名翻译大辞典》与《世界地名译名词典》将其误译作“萨梅尔”。

## 地理
萨梅（50°38'23"N, 1°44'43"E）面积16.78 平方千米，位于法国上法蘭西大區加来海峡省，该省份为法国北部沿海省份，西北濒北海，南至索姆省，东临北部省。
与萨梅接壤的市镇（或旧市镇、城区）包括：丹格里、卡尔利、杜多维尔、拉克尔、隆福塞、凯斯特雷克、韦尔兰克坦、维耶尔欧布瓦。
萨梅的时区为UTC+01:00、UTC+02:00（夏令时）。

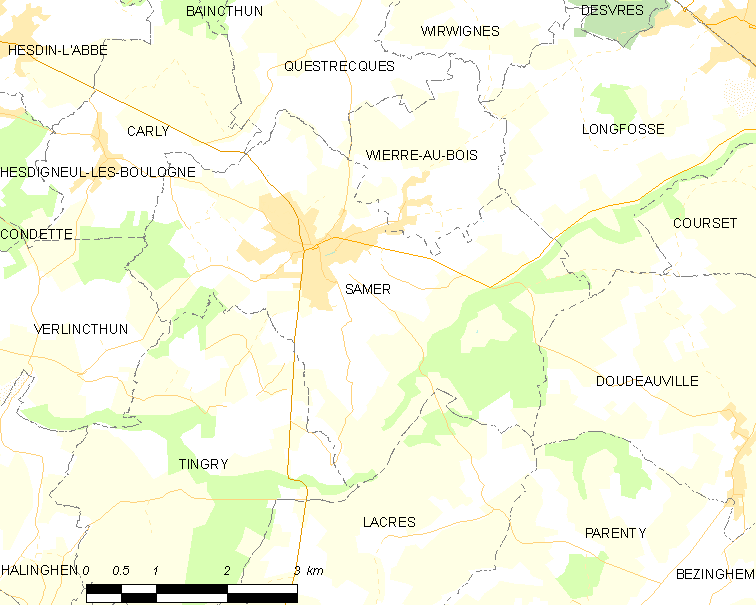
萨梅的OSM定位图

## 行政
萨梅的邮政编码为62830，INSEE市镇编码为62773。

## 政治
萨梅所属的省级选区为代夫勒县。

## 人口

1962-2008年间萨梅人口变化图示

萨梅于2022年1月1日时的人口数量为4642人。